# Municipio de San Luis Jilotepeque
Municipio de San Luis Jilotepeque är en kommun i Guatemala.   Den ligger i departementet Departamento de Jalapa, i den centrala delen av landet, 80 km öster om huvudstaden Guatemala City.